# Callum Brae (Nouvelle-Zélande)
Callum Brae est une banlieue du nord-est de la cité d’Hamilton située dans l’Île du Nord de la Nouvelle-Zélande.

## Situation
C’est une partie de la zone de recensement de Rototuna Sud.
Le conseil de la cité d’Hamilton inclut la zone de Callum Brae comme étant une partie de la localité de Rototuna.
Les agents de l’état font référence à cette zone comme étant Rototuna, qui est souvent utilisée pour inclure Callum Brae et d’autres banlieues de voisinage, telles que Grosvenor, Somerset Heights, Huntington et St James.
En 2012, la bibliothèque d’Hamilton  signalait “Callum Court” comme une banlieue de Rototuna.

## Toponymie
Elle fut dénommée en 2000 par la « société Bramley Ltd » ,qui est le promoteur, suivant un thème pour dénommer toutes les rues du lotissement de Callum Brae avec des noms écossais .

## Installations
« Tauhara Park » siège à l’ouest de Callum Brae.
Des travaux furent réalisés en 2002 pour éviter la formation de méthane (en) au niveau de l’ancienne décharge de Rototuna, migrant en direction de Callum Brae et la surveillance est donc continue.
Les  Lixiviats sont aussi collectés.
Le bus n°16 (en)desservait Callum Brae avec des intervalles d’une demi-heure depuis 2018.